# Kenttäsaari (ö i Lappland, Rovaniemi)
Kenttäsaari är en ö i Finland. Den ligger i sjön Simojärvi och i kommunen Ranua i den ekonomiska regionen  Rovaniemi ekonomiska region  och landskapet Lappland, i den norra delen av landet, 700 km norr om huvudstaden Helsingfors. Öns area är 20,8 hektar och dess största längd är 0,8 kilometer i sydöst-nordvästlig riktning.